# 斯特里亞馬河

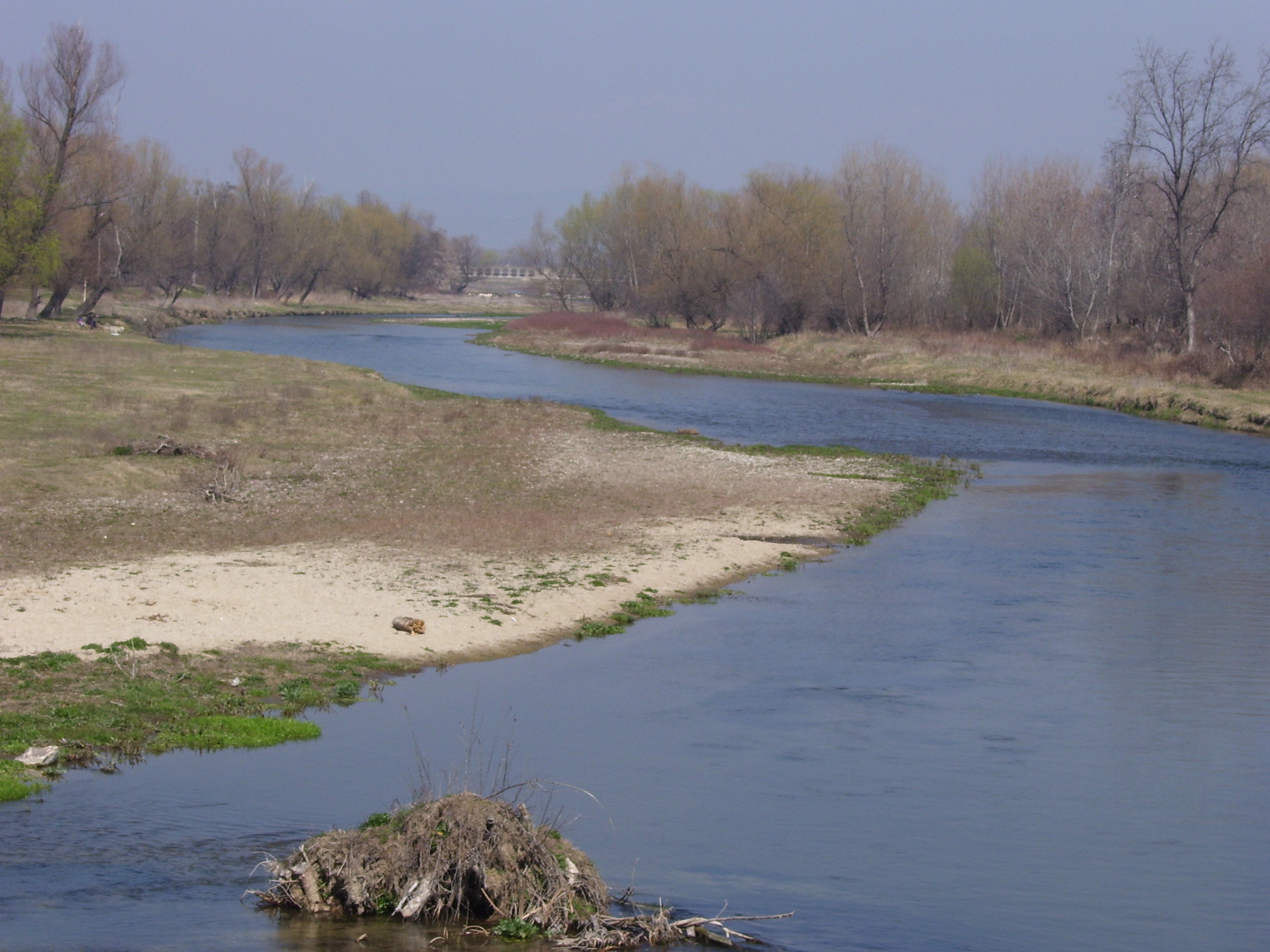

斯特里亞馬河是保加利亞的河流，位於該國南部，屬於馬里查河的左支流，河道全長110公里，集水區面積2,853平方公里，發源自巴爾幹山脈。
42°10′N 24°56′E / 42.167°N 24.933°E